# میکائلا چسکون
میکائلا چسکون (انگلیسی: Michela Cescon؛ زادهٔ ۱۳ آوریل ۱۹۷۱) یک هنرپیشه اهل ایتالیا است.
از فیلم‌ها یا برنامه‌های تلویزیونی که وی در آن نقش داشته است می‌توان به اولین عشق اشاره کرد. چسکون در سال ۲۰۱۲ برنده جایزه انجمن ملی فیلم ایتالیا بهترین بازیگر نقش مکمل زن شده است.